# Valstagna
Valstagna (Valstagna in veneto) è un municipio del comune italiano di Valbrenta, in provincia di Vicenza.
Già comune autonomo (con frazioni Collicello, Costa, Oliero, San Gaetano e Sasso Stefani), il 30 gennaio 2019 si è fuso con Campolongo sul Brenta, Cismon del Grappa e San Nazario per costituire l'ente attuale.

## Origine del nome
Il paese trae il nome dalla val Stagna che si apre sul canale del Brenta in corrispondenza dell'abitato e risale verso nordovest sino a diramarsi nella val Franzela (diretta a Gallio) e nella val Vecchia (che raggiunge Foza).
Sull'origine del toponimo sono state presentate varie ipotesi. La più immediata, ma anche meno convincente, lo vorrebbe derivato dal latino vallis stagna "valle stagnante": in epoca imprecisata, una frana si sarebbe staccata dalla montagna Lora, bloccando il corso del Brenta e formando un lago di acqua stagnante. Di questo evento non si ha però alcuna notizia storica, inoltre il corso del torrente Valstagna che ridiscende la valle è quasi sempre asciutto, privo di zone acquitrinose.
Non si può escludere una relazione con stagno, il metallo di cui forse esisteva qualche giacimento in zona (la quale fu effettivamente battuta dai minatori per le sue riserve di alabastro). Oppure, potrebbe richiamare una voce dell'antico vicentino che significa "duro" (sempre in relazione con stagno, elemento che unisce e solidifica).
Altre teorie rimandano invece all'area linguistica germanica, in particolar modo alla lingua cimbra. Potrebbe trattarsi di un composto dei termini Wall, "canale", ma anche "diga", "sbarramento", e Steine, "sassi", ovvero "montagne"; significherebbe quindi "monti di sbarramento", toponimo assegnato in origine alla località dirupata detta Stretti di Fontanella dove la val Stagna si biforca. In alternativa, rimanderebbe a un altro nome cimbro: stéela ossia "roccia", "scoglio", con il significato di "valle dello scoglio" e sempre legato alla conformazione del territorio.

## Storia
Come si può rilevare dallo stemma settecentesco dell'ex Comune, il paese fu in passato porto fluviale e commerciale dei Sette Comuni vicentini e piazza di mercato e di approvvigionamento alimentare dell'Altopiano. Infatti il legame tra Valstagna e l'Altopiano dei Sette Comuni è stato sempre molto forte: un tempo essa apparteneva al territorio dell'antica Federazione dei Sette Comuni come "Contrada Unita".

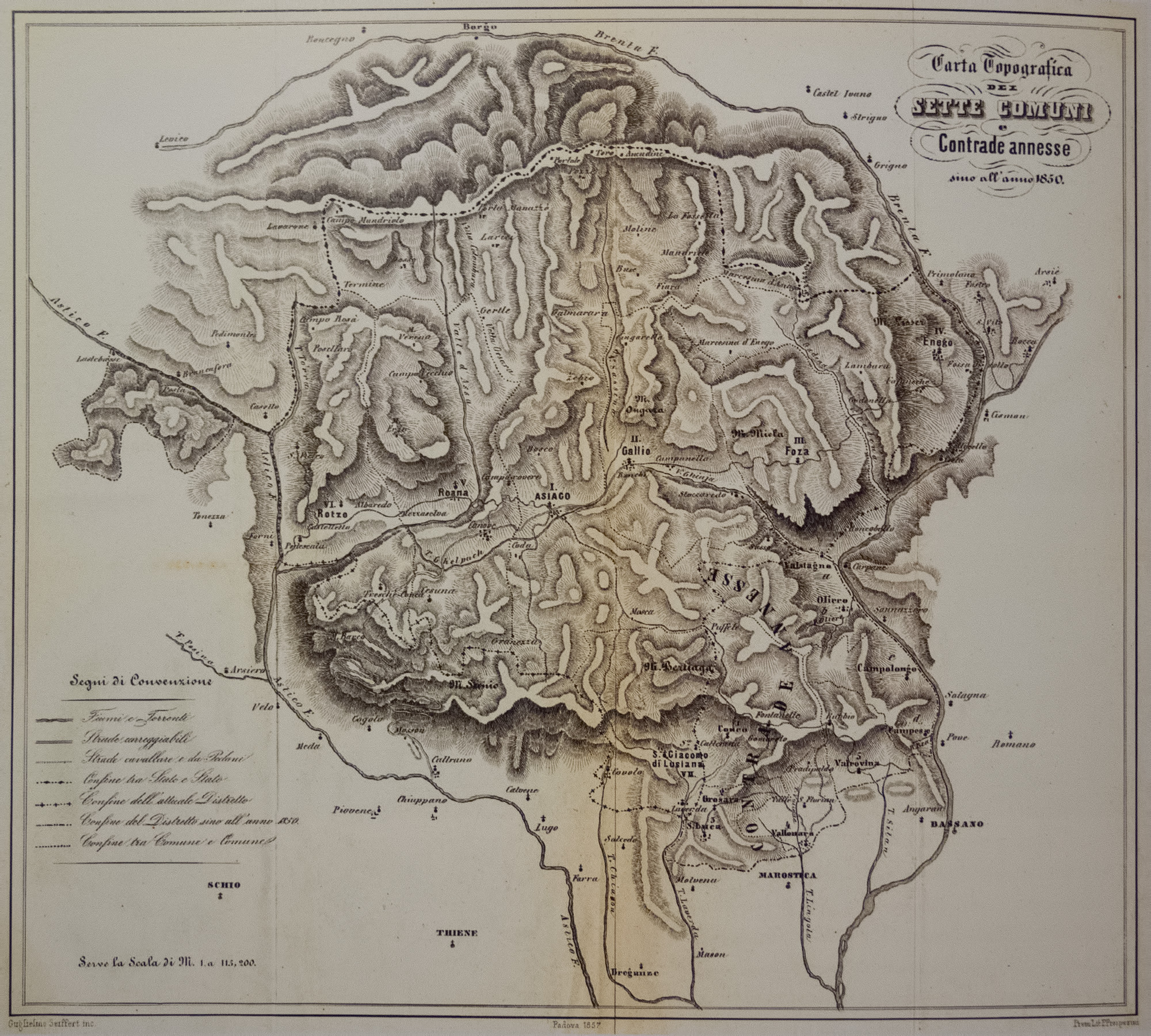
Valstagna e i territori del Canale di Brenta all'interno dei confini dei Sette Comuni in una cartina del 1850.

Le sue origini storiche, civili e religiose sono legate inoltre alle vicende del Monastero di Campese (1124-1796) e alla politica della Repubblica di Venezia (1405-1796), alla quale la Federazione dei Sette Comuni era alleata. I monaci di Campese favorirono il popolamento del paese e la crescita commerciale, dotandolo di impianti di segherie e di mulini azionati dall'acqua del Brenta.

### La Repubblica di Venezia
La Repubblica di Venezia favorì la crescita economica e sociale di Valstagna con esenzioni tributarie e privilegi fiscali. Il paese, facendo parte della Federazione dei Sette Comuni, era considerato come figlio fedelissimo di San Marco nella difesa dei confini, pronto sia in pace che in guerra a sostenere il dominio veneziano oltre che con il sangue dei suoi uomini, con i legnami e il carbone delle sue montagne. Fra i numerosi privilegi della Serenissima, Valstagna, ad un certo punto della sua storia, ne vantò uno molto importante: quello di poter coltivare, prima contrada in Valle, il tabacco. La coltivazione di questa pianta, importata in valle nel XVII secolo dai monaci di Campese, ne trasformò un po' alla volta l'intero, aspro paesaggio, umanizzandolo con quei scenografici terrazzamenti a gradinate, che, partendo da sotto le rocce della montagna, scendono giù, ora più ripidi ora più distesi, sino al Brenta. La durezza della coltivazione del tabacco sui terrazzamenti è descritta nel documentario Fazzoletti di terra (1963) del regista Giuseppe Taffarel. Oggi un itinerario, denominato Alta via del tabacco, permette di percorrere alcune zone ove si coltivava questa pianta.

### Regno d'Italia
Dopo aver raggiunto nel Settecento l'apice dello sviluppo civile, di cui fanno fede ancor oggi i numerosi edifici urbani della piazza e della riviera del fiume Brenta, salvati dalle alluvioni e dalle distruzioni belliche, il paese a partire dall'Ottocento, in seguito alla scomparsa della Repubblica Veneta e alle varie calamità naturali ed economiche di quel secolo, cominciò a dar segni di declino. È noto il comportamento patriottico della sua popolazione, dimostrato soprattutto nella Grande guerra del 1915-18, e negli anni seguenti del profugato e della ricostruzione.

Vecchio stemma comunale

### Simboli
Lo stemma e il gonfalone erano sono stati concessi con DPR del 30 maggio 1953.
Lo scudo era circondato da un ramo d'alloro e uno di quercia ed era sormontato dalla corona turrita da Comune. Gli elementi nello stemma rappresentavano ciò che ha caratterizzato la vita fluviale (il delfino) e il commercio (la verga alata di Mercurio) nei secoli di Valstagna.
Il gonfalone era un drappo di azzurro.

## Monumenti e luoghi d'interesse

### Parrocchiale di Valstagna
La più antica chiesa di cui si ha notizia a Valstagna era intitolata a San Biagio. Di essa sappiamo che nel 1115 il vescovo di Padova la dichiarava parrocchia dipendente dal monastero di Valle San Floriano e che nel 1127, come tutto il territorio circostante, passava al monastero di Santa Croce di Campese.

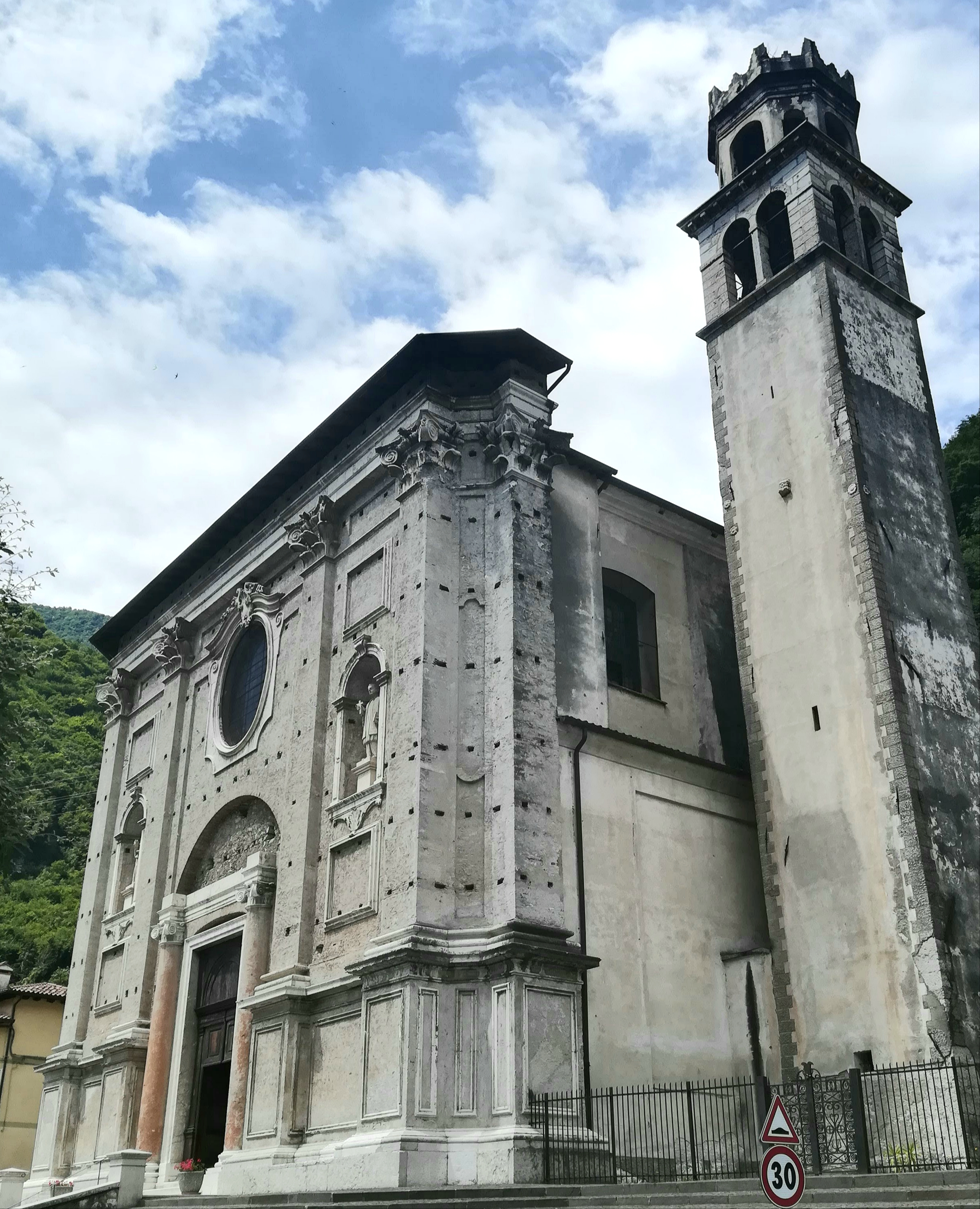
La chiesa di Sant'Antonio Abate

Per quanto riguarda l'attuale parrocchiale di sant'Antonio abate, essa fu fondata attorno al 1221 come cappella dipendente dalla pieve di Oliero, sempre legata al monastero di Campese. Sin dalle origini fu legata a una confraternita di operai impiegati in una vicina miniera di alabastro e fu mantenuta con i proventi di quest'ultima. Nel 1494, presente il vescovo di Padova Pietro Barozzi, i capifamiglia del paese decisero la ricostruzione dell'edificio, che fu ultimato nel 1515. Nel 1552 Valstagna fu dichiarata parrocchia autonoma.
Riedificata per la seconda volta tra il 1757 e il 1764, venne definitivamente conclusa solo nel secolo successivo e consacrata nel 1861. Insignita dal titolo di arcipretale nel 1870, venne nuovamente distrutta durante la prima guerra mondiale. Fu rifatta nel 1919, ma subì ulteriori danni durante l'alluvione del 1966. Un ultimo importante restauro è stato attuato di recente dopo il crollo di una parte del soffitto nel gennaio 2008.
Fra tutte le opere qui conservate, spicca la Natività di Francesco Bassano il Vecchio, alla quale contribuì anche il figlio Jacopo (1525-1528).

### Calà del Sasso
Esiste uno speciale sentiero di collegamento tra Valstagna e la frazione di Sasso di Asiago dell'Altipiano.
È stato voluto e realizzato da Gian Galeazzo Visconti nel XIV secolo come alternativa ad una mulattiera della Val Frenzela.
La Calà, ovvero la "discesa", è costituita da 4444 gradini di pietra e da una canaletta concava selciata di pietra per rendere possibile la discesa dei tronchi, la cosiddetta menada, ovvero la portata.
Ora è un sentiero percorribile in discesa in circa di 1 ora e 30 minuti e costituisce la scalinata più lunga d'Italia, oltre che una delle scalinate più lunghe al mondo aperta al pubblico (Adam's Peak in Sri Lanka conta 5500 gradini).

### Centrale idroelettrica San Gaetano
Nella località di San Gaetano c'è una centrale idroelettrica costruita dalla società Marzotto. Attualmente è di proprietà della ditta "Idroelettriche Riunite spa"  di Longare Vi. Nel 2013 la Regione Veneto ha rinnovato la concessione per 30 anni con un contributo di 183000 euro/annuo per una potenza installata di 6435 kW.

### Centrale idroelettrica Collicello
Nella località di Collicello c'è una  centrale idroelettrica di proprietà della ditta "Idroelettriche Riunite spa" di Longare Vi (ex Marzotto) Nel 2016 la Regione Veneto ha rinnovato la concessione per 30 anni con un contributo di €. 4243,84 euro/annuo per una potenza installata di 142,5 kW.

## Società

### Evoluzione demografica
Abitanti censiti

Dopo i consistenti deflussi migratori di questo secolo Valstagna, che agli inizi del Novecento contava oltre 5 000 abitanti, oggi ne conta un po' meno di 1900, per lo più occupati nell'edilizia, nell'artigianato e, soprattutto, nell'industria del comprensorio bassanese. È comunque centro turistico e di forte richiamo, specie nel suo Ferragosto estivo, con il tradizionale Palio delle Zattere.
Altra attrattiva che richiama tutto l'anno gli appassionati d'Italia e d'Europa è il percorso di slalom per canoa/kayak allestito sul tratto del fiume Brenta che bagna la città.

## Cultura

### Eventi

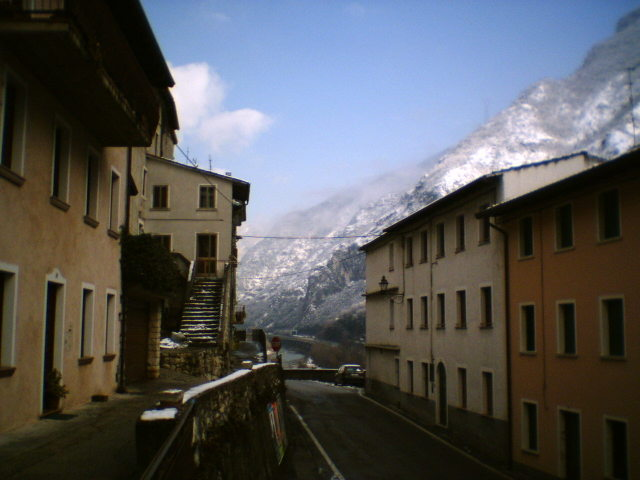
Frazione di Sasso Stefani

- Palio delle zattere: ultima domenica di luglio, si svolge dal 1986
- Sagra di San Gaetano: il 6 e 7 agosto
- Mostra dei fiori e funghi di primavera: seconda domenica di maggio
- Mostra micologica: ogni seconda domenica di ottobre
- Ferragosto valstagnese: dal 1º al 15 agosto
- Avanti e indrio par e contrae del Brenta: marcia dei donatori di sangue, ultima domenica di luglio

## Amministrazione
| Periodo        | Periodo         | Primo cittadino          | Partito                                                 | Carica                  | Note |
| -------------- | --------------- | ------------------------ | ------------------------------------------------------- | ----------------------- | ---- |
| 1871           | 1872            | Giacomo Dalla Zuanna     |                                                         | Sindaco                 |      |
| 1872           | 1873            | Antonio Zannoni          |                                                         | Sindaco                 |      |
| 1873           | 1875            | Nicolò Negrello          |                                                         | Sindaco                 |      |
| 1875           | 1879            | Antonio Grossa           |                                                         | Sindaco                 |      |
| 1879           | 1882            | Giacomo Lazzarotto       |                                                         | Sindaco                 |      |
| 1882           | 1885            | Antonio Zannini          |                                                         | Sindaco                 |      |
| 1885           | 1888            | Giacomo Lazzarotto       |                                                         | Sindaco                 |      |
| 1888           | 1897            | Giuseppe Antonio Faggion |                                                         | Sindaco                 |      |
| 1897           | 1899            | Bortolo Zannini          |                                                         | Sindaco                 |      |
| 1899           | 1907            | Luigi Cavalli            |                                                         | Sindaco                 |      |
| 1907           | 1909            | Giacomo Lazzarotto       |                                                         | Sindaco                 |      |
| 1909           | 1910            | Modesto Lazzarotto       |                                                         | Sindaco                 |      |
| 1910           | 1914            | Luigi Cavalli            |                                                         | Sindaco                 |      |
| 1914           | 1918            | Giacomo Lazzarotto       |                                                         | Sindaco                 |      |
| 1918           | 1919            | Giacomo Lazzarotto       |                                                         | Commissario prefettizio |      |
| 1919           | 1920            | Lorenzo Nanni            |                                                         | Commissario prefettizio |      |
| 1920           | 1921            | Francesco Mocellin       |                                                         | Sindaco                 |      |
| 1921           | 1922            | Leopoldo Vedove          |                                                         | Sindaco                 |      |
| 1922           | 1923            | Bortolo Zannoni          |                                                         | Sindaco                 |      |
| 1923           | 1923            | Francesco Mocellin       |                                                         | Sindaco                 |      |
| 1923           | 1924            | Antonio Negrello         |                                                         | Commissario prefettizio |      |
| 1924           | 1926            | Rodolfo Zannini          |                                                         | Sindaco                 |      |
| 1926           | 1927            | Ernesto Cerio            |                                                         | Commissario prefettizio |      |
| 1927           | 1929            | Francesco Mocellin       |                                                         | Podestà                 |      |
| 1929           | 1931            | Antonio Faggion          |                                                         | Commissario prefettizio |      |
| 1931           | 1934            | Antonio Faggion          |                                                         | Podestà                 |      |
| 1934           | 1935            | Fortunato Gonzo          |                                                         | Commissario prefettizio |      |
| 1935           | 1935            | Fortunato Gonzo          |                                                         | Podestà                 |      |
| 1935           | 1937            | Lorenzo Signori          |                                                         | Commissario prefettizio |      |
| 1937           | 1944            | Lorenzo Signori          |                                                         | Podestà                 |      |
| 1944           | 1945            | Giovanni Lazzarotto      |                                                         | Commissario prefettizio |      |
| 1945           | 1945            | Innocente Conte          |                                                         | Sindaco                 |      |
| 1945           | 1946            | Domenico Gheno           |                                                         | Sindaco                 |      |
| 1946           | 1946            | Giuseppe Scremin         |                                                         | Sindaco                 |      |
| 1946           | 1951            | Giomaria Ferrazzi        |                                                         | Sindaco                 |      |
| 1951           | 1951            | Ruggero Lazzarotto       |                                                         | Sindaco                 |      |
| 1951           | 1953            | Giosuè Signori           |                                                         | Sindaco                 |      |
| 1953           | 1960            | Vittorio Bombieri        |                                                         | Sindaco                 |      |
| 1960           | 1975            | Baldassarre Fontana      |                                                         | Sindaco                 |      |
| 1975           | 1980            | Vincenzo Cisonni         |                                                         | Sindaco                 |      |
| 1980           | 1985            | Baldassarre Fontana      |                                                         | Sindaco                 |      |
| 11 giugno 1985 | 25 maggio 1990  | Benito Sasso             | DC                                                      | Sindaco                 |      |
| 11 giugno 1990 | 24 aprile 1995  | Benito Sasso             | DC                                                      | Sindaco                 |      |
| 24 aprile 1995 | 14 giugno 1999  | Benito Sasso             | lista civica                                            | Sindaco                 |      |
| 14 giugno 1999 | 14 giugno 2004  | Benito Sasso             | lista civica (centro-sinistra)                          | Sindaco                 |      |
| 14 giugno 2004 | 8 giugno 2009   | Aldo Negrello            | lista civica (centro-sinistra)                          | Sindaco                 |      |
| 8 giugno 2009  | 26 maggio 2014  | Angelo Moro              | lista civica Valstagna futura Valbrenta (centro-destra) | Sindaco                 |      |
| 26 maggio 2014 | 30 gennaio 2019 | Carlo Perli              | lista civica Insieme per Valstagna                      | Sindaco                 |      |

## Sport

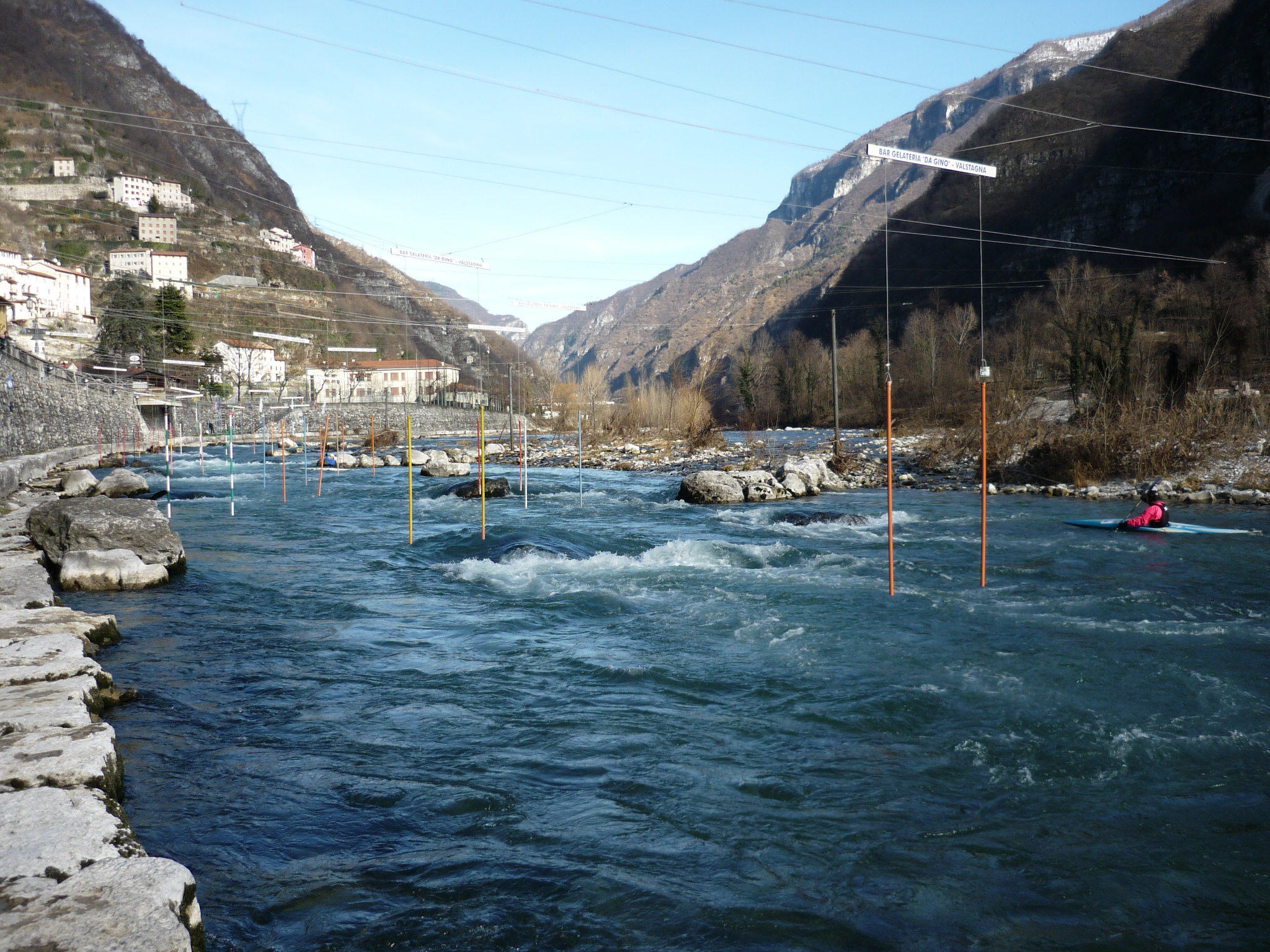
Il percorso slalom di canoa/kayak a Valstagna

A Valstagna sono praticati, lungo il corso del fiume Brenta, sport di discesa fluviale come la canoa/kayak e il rafting. Molti atleti di livello internazionale si allenano in questa zona.
Un'importante prova speciale del Rally Città di Bassano si corre poi sulla strada che collega Valstagna a Foza; data la difficoltà del percorso viene definita "l'università del rally".